# Tlumaci
Tlumaci (în ucraineană Тлумач) este orașul raional de reședință al raionului Tlumaci din regiunea Ivano-Frankivsk, Ucraina. În afara localității principale, nu cuprinde și alte sate.

## Demografie
Componența lingvistică a orașului Tlumaci
     Ucraineană (99,3%)
     Alte limbi (0,63%)
Conform recensământului din 2001, majoritatea populației orașului Tlumaci era vorbitoare de ucraineană (99,3%), existând în minoritate și vorbitori de alte limbi.